# Jeroen de Groot
Jeroen de Groot   (1961) és un violinista neerlandès.

## Biografia
De Groot ja tenia estudis al Conservatori Sweelinck d'Amsterdam quan tenia 11 anys. Els seus professors van ser Bets van der Horst i Herman Krebbers. Va guanyar el Concurs Nacional de Violí Oskar Back el 1985, que li va atorgar una beca per continuar els seus estudis amb Sándor Végh a Salzburg i Ivry Gitlis a París. Mentre era estudiant, va actuar molt i va guanyar premis a l'ARD Wettbewerb de Múnic i al concurs internacional de Scheveningen. També va guanyar el "Zilveren Vriendenkrans del Concertgebouw" i el "Medaille d'Or" al concurs Les Jeunes Solistes de Bordeus.
De Groot actua com a solista amb una orquestra. També forma un duo habitual amb el pianista Bernd Brackmann i amb ell va gravar dos CD: The French connection i Unforgettable. També va tocar en un CD amb música de cambra de Jean Wiéner. Va donar concerts a Europa, Estats Units, Canadà, Japó i Amèrica del Sud. L'instrument de De Groot és un Amati del 1660 aproximadament.